# Super Bowl XXXVII
Super Bowl XXXVII was de 37e editie van de Super Bowl, een Americanfootballwedstrijd tussen de kampioenen van de National Football Conference en de American Football Conference waarin bepaald werd wie de kampioen werd van de National Football League voor het seizoen van 2002. De wedstrijd werd gespeeld op 26 januari 2003 in het Qualcomm Stadium in San Diego, Californië. De Tampa Bay Buccaneers wonnen de wedstrijd met 48–21 van de Oakland Raiders.

## Play-offs
Play-offs gespeeld na het reguliere seizoen.
| Geplaatste teams | Geplaatste teams                    | Geplaatste teams                    |
| Plaats           | AFC                                 | NFC                                 |
| ---------------- | ----------------------------------- | ----------------------------------- |
| 1                | Oakland Raiders (West-winnaar)      | Philadelphia Eagles (Oost-winnaar)  |
| 2                | Tennessee Titans (Zuid-winnaar)     | Tampa Bay Buccaneers (Zuid-winnaar) |
| 3                | Pittsburgh Steelers (Noord-winnaar) | Green Bay Packers (Noord-winnaar)   |
| 4                | New York Jets (Oost-winnaar)        | San Francisco 49ers (West-winnaar)  |
| 5                | Indianapolis Colts                  | New York Giants                     |
| 6                | Cleveland Browns                    | Atlanta Falcons                     |

|  | Wildcard Play-offs       | Wildcard Play-offs       |                                      |                                      | Divisional Play-offs      | Divisional Play-offs      |                           |                           | NFC & AFC Championships | NFC & AFC Championships |  |  | Super Bowl XXXVII | Super Bowl XXXVII |
|  |                          |                          |                                      |                                      |                           |                           |                           |                           |                         |                         |  |  |                   |                   |
|  | Lambeau Field, 4 jan.    | Lambeau Field, 4 jan.    |                                      |                                      | Veterans Stadium, 11 jan. | Veterans Stadium, 11 jan. |                           |                           |                         |                         |  |  |                   |                   |
|  | Lambeau Field, 4 jan.    | Lambeau Field, 4 jan.    | Veterans Stadium, 19 jan.            |                                      | Veterans Stadium, 11 jan. | Veterans Stadium, 11 jan. |                           |                           |                         |                         |  |  |                   |                   |
|  | Lambeau Field, 4 jan.    | Lambeau Field, 4 jan.    | Philadelphia Eagles                  | 20                                   |                           |                           |                           |                           |                         |                         |  |  |                   |                   |
|  | Green Bay Packers        | 7                        | Philadelphia Eagles                  | 20                                   |                           |                           |                           |                           |                         |                         |  |  |                   |                   |
|  | Green Bay Packers        | 7                        |                                      | Atlanta Falcons                      | 6                         |                           |                           |                           |                         |                         |  |  |                   |                   |
|  | Atlanta Falcons          | 27                       |                                      | Atlanta Falcons                      | 6                         | Philadelphia Eagles       | 10                        |                           |                         |                         |  |  |                   |                   |
|  | Atlanta Falcons          | 27                       | Raymond James Stadium, 12 jan.       |                                      |                           | Philadelphia Eagles       | 10                        |                           |                         |                         |  |  |                   |                   |
|  | Candlestick Park, 5 jan. | Candlestick Park, 5 jan. |                                      | Tampa Bay Buccaneers                 | 27                        |                           | Qualcomm Stadium, 26 jan. | Qualcomm Stadium, 26 jan. |                         |                         |  |  |                   |                   |
|  | Candlestick Park, 5 jan. | Candlestick Park, 5 jan. | Tampa Bay Buccaneers                 | Tampa Bay Buccaneers                 | 27                        | 31                        | Qualcomm Stadium, 26 jan. | Qualcomm Stadium, 26 jan. |                         |                         |  |  |                   |                   |
|  | San Francisco 49ers      | 39                       | Tampa Bay Buccaneers                 |                                      |                           | 31                        | Qualcomm Stadium, 26 jan. | Qualcomm Stadium, 26 jan. |                         |                         |  |  |                   |                   |
|  | San Francisco 49ers      | 39                       |                                      | San Francisco 49ers                  | 6                         |                           | Qualcomm Stadium, 26 jan. | Qualcomm Stadium, 26 jan. |                         |                         |  |  |                   |                   |
|  | New York Giants          | 38                       |                                      | San Francisco 49ers                  | 6                         | Tampa Bay Buccaneers      | 48                        |                           |                         |                         |  |  |                   |                   |
|  | New York Giants          | 38                       | Network Associates Coliseum, 12 jan. |                                      |                           | Tampa Bay Buccaneers      | 48                        |                           |                         |                         |  |  |                   |                   |
|  | Giants Stadium, 4 jan.   | Giants Stadium, 4 jan.   | Network Associates Coliseum, 19 jan. | Network Associates Coliseum, 19 jan. |                           | Oakland Raiders           | 21                        |                           |                         |                         |  |  |                   |                   |
|  | Giants Stadium, 4 jan.   | Giants Stadium, 4 jan.   | Network Associates Coliseum, 19 jan. | Network Associates Coliseum, 19 jan. | Oakland Raiders           | Oakland Raiders           | 21                        | 30                        |                         |                         |  |  |                   |                   |
|  | New York Jets            | 41                       | Network Associates Coliseum, 19 jan. | Network Associates Coliseum, 19 jan. | Oakland Raiders           |                           |                           | 30                        |                         |                         |  |  |                   |                   |
|  | New York Jets            | 41                       | Network Associates Coliseum, 19 jan. | Network Associates Coliseum, 19 jan. |                           | New York Jets             | 10                        |                           |                         |                         |  |  |                   |                   |
|  | Indianapolis Colts       | 0                        |                                      | Oakland Raiders                      | 41                        | New York Jets             | 10                        |                           |                         |                         |  |  |                   |                   |
|  | Indianapolis Colts       | 0                        | The Coliseum, 11 jan.                | Oakland Raiders                      | 41                        |                           |                           |                           |                         |                         |  |  |                   |                   |
|  | Heinz Field, 5 jan.      | Heinz Field, 5 jan.      |                                      | Tennessee Titans                     | 24                        |                           |                           |                           |                         |                         |  |  |                   |                   |
|  | Heinz Field, 5 jan.      | Heinz Field, 5 jan.      | Tennessee Titans                     | Tennessee Titans                     | 24                        | 34*                       |                           |                           |                         |                         |  |  |                   |                   |
|  | Pittsburgh Steelers      | 36                       | Tennessee Titans                     |                                      |                           | 34*                       |                           |                           |                         |                         |  |  |                   |                   |
|  | Pittsburgh Steelers      | 36                       |                                      | Pittsburgh Steelers                  | 31                        |                           |                           |                           |                         |                         |  |  |                   |                   |
|  | Cleveland Browns         | 33                       |                                      | Pittsburgh Steelers                  | 31                        |                           |                           |                           |                         |                         |  |  |                   |                   |
|  | Cleveland Browns         | 33                       |                                      |                                      |                           |                           |                           |                           |                         |                         |  |  |                   |                   |

* Na verlenging.